# Gottfried Bernhard Göz

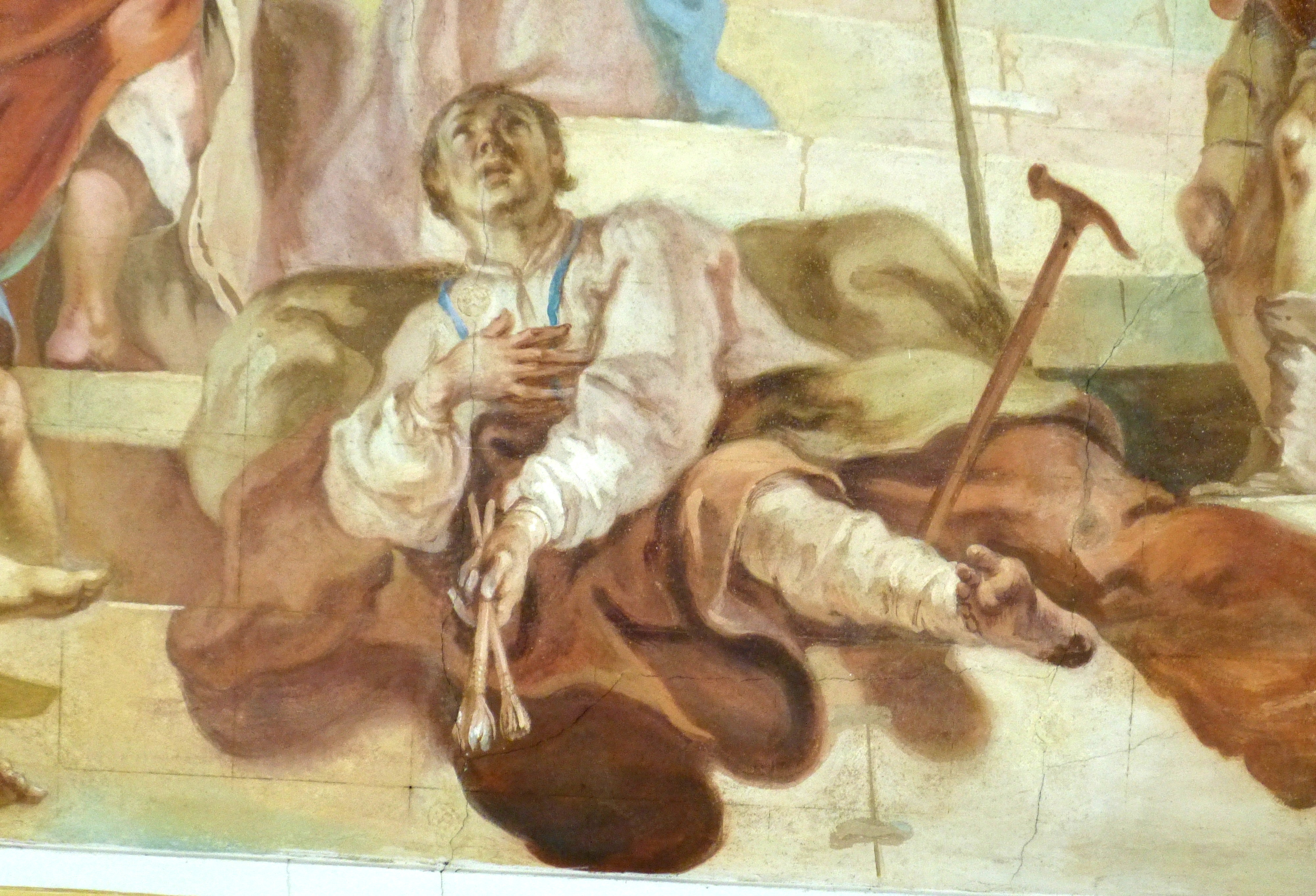
Selbstporträt des Malers auf einem Fresko in der Wallfahrtskirche Birnau

Gottfried Bernhard Göz (auch Goez oder Götz; getauft 10. August 1708 in Velehrad, Mähren; † 23. November 1774 in Augsburg) war ein Maler des Rokoko, der in Süddeutschland tätig war und zahlreiche Fresken und Kupferstiche schuf.

## Leben

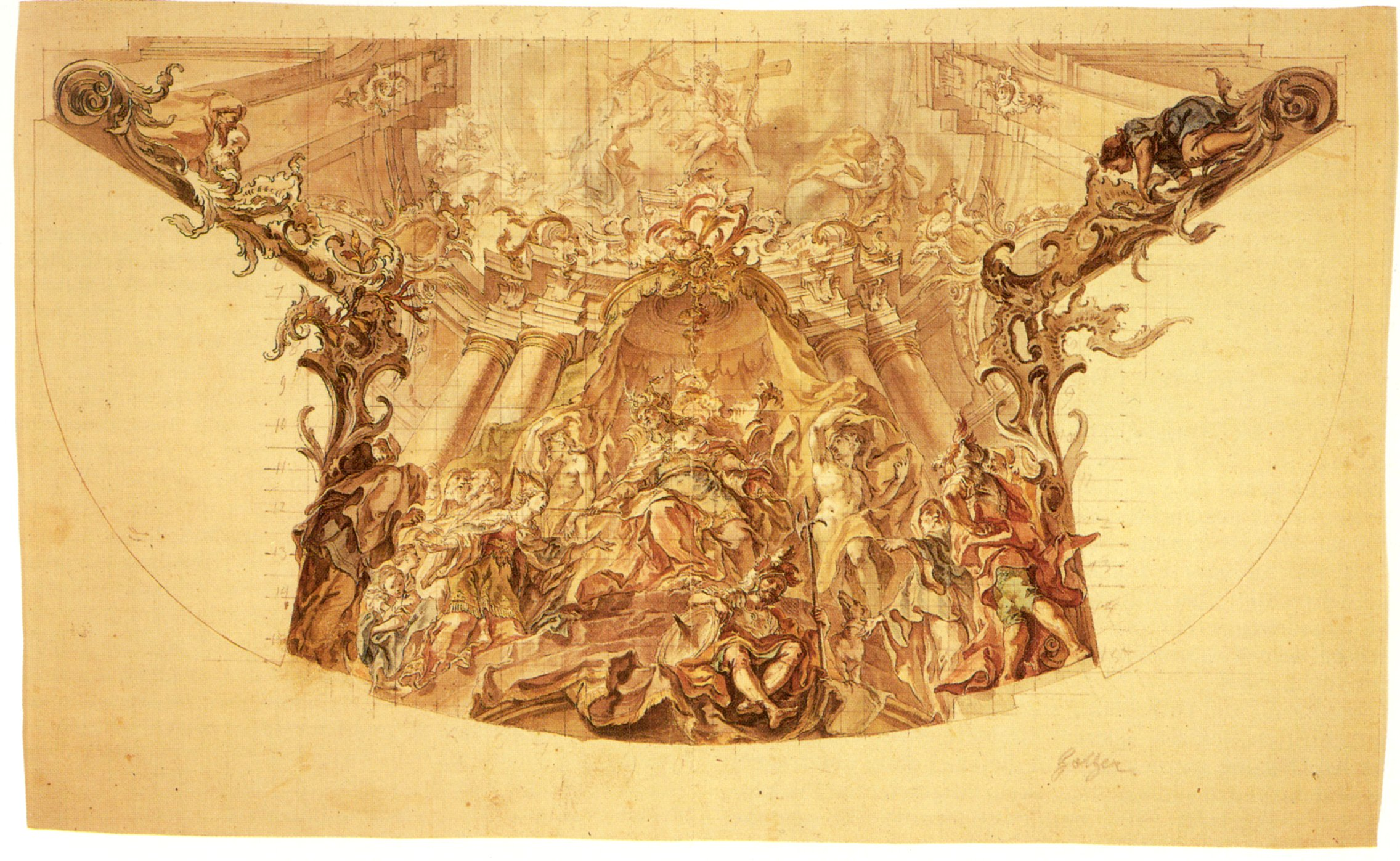
Entwurf zu einem Deckenfresko in der Wallfahrtskirche Birnau

Göz' Vater Sebastian Göz war Schlosser im Zisterzienserkloster von Velehrad. Vermutlich besuchte Göz dort eine Grundschule. 1718 schrieb er sich als Schüler im Jesuitengymnasium von Ungarisch-Hradisch ein. Der dortige Unterricht war sehr auf die Kenntnisse von Rhetorik und Grammatik konzentriert, so dass er wohl gute Lateinkenntnisse, aber eher geringes Wissen in Naturwissenschaften und Geographie erworben haben dürfte.
Seine Malerlehre absolvierte er bei Franz Gregor Ignaz Eckstein (1689–1741), der mit anderen Brünner Malern zu der Zeit die Klosterkirche von Velehrad restaurierte. Nach etwa vier Jahren ging er wohl auf Gesellenwanderschaft, die ihn 1730 nach Augsburg führte, wo er sich später niederließ. Augsburg war Handelsplatz nicht nur für Waren und Finanzen, sondern auch für Druck-Erzeugnisse und Kunstgegenstände. Wenn Göz nicht schon früher die Technik des Kupferstichs erlernt hatte, erwarb er sich spätestens dort diese Fertigkeit und schuf Stiche im Auftrag von Verlegern. Bei Johann Georg Bergmüller (1688–1762) erlernte Göz wohl auch die Technik der Radierung.
Seine Meistergerechtigkeit erlangte er 1733. Nun konnte er sich und seiner Verlobten, Anna Elisabeth Lesin aus Wien, das Augsburger Bürgerrecht erkaufen und sie im selben Jahr heiraten. Seine erste Frau starb früh; 1736 heiratete Göz erneut. Seine zweite Frau, Maria Eleonora Magdalena von Erdenfeld aus Niederösterreich, gebar einen Sohn und eine Tochter. Sein Sohn Franz Regis Göz heiratete die Schwester von Göz' Mitarbeiter Johann Joseph Anton Huber (1737–1815).
Göz arbeitete zeitweilig mit dem Augsburger Verleger Johann Christian Leopold zusammen. Vorrangig aber mit den Gebrüdern Joseph Sebastian und Johann Baptist Klauber (Kupferstecher) in dessen Werkstatt und gemeinsamen Verlag bis 1741. Die dort herausgegebenen Kupferstiche tragen die Signatur „Göz et Klauber“.
1742 gründete Göz dann einen eigenen Kupferstichverlag. 1744 erhielt er von Karl VII. den Ehrentitel eines kaiserlichen Hofmalers und Kupferstechers. Er galt als angesehener Bürger der Stadt; so wurde er 1753 zum Kompaniehauptmann des Bürgermilitärs ernannt.

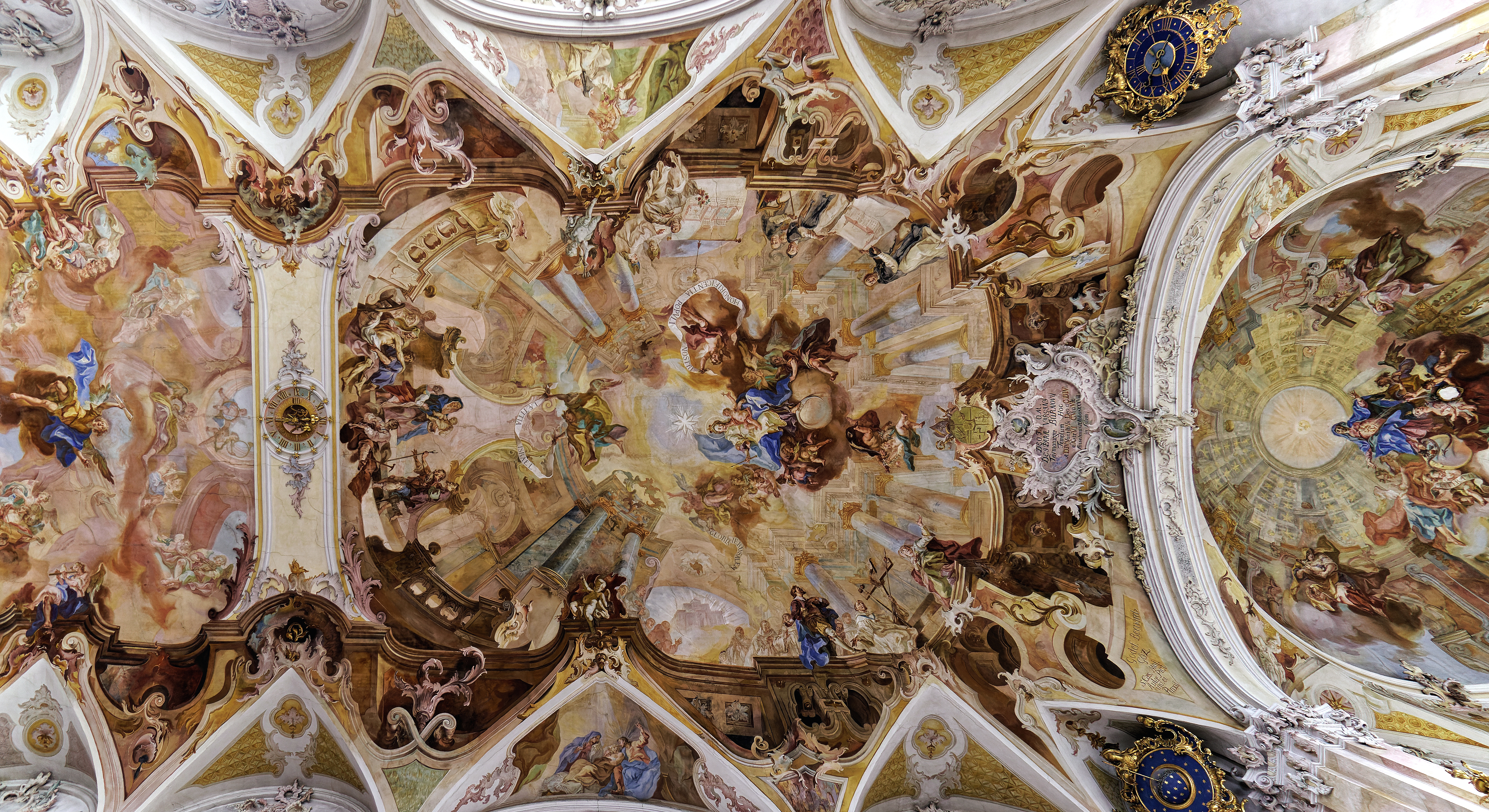
Deckenfresko in der Wallfahrtskirche Birnau.

## Werk

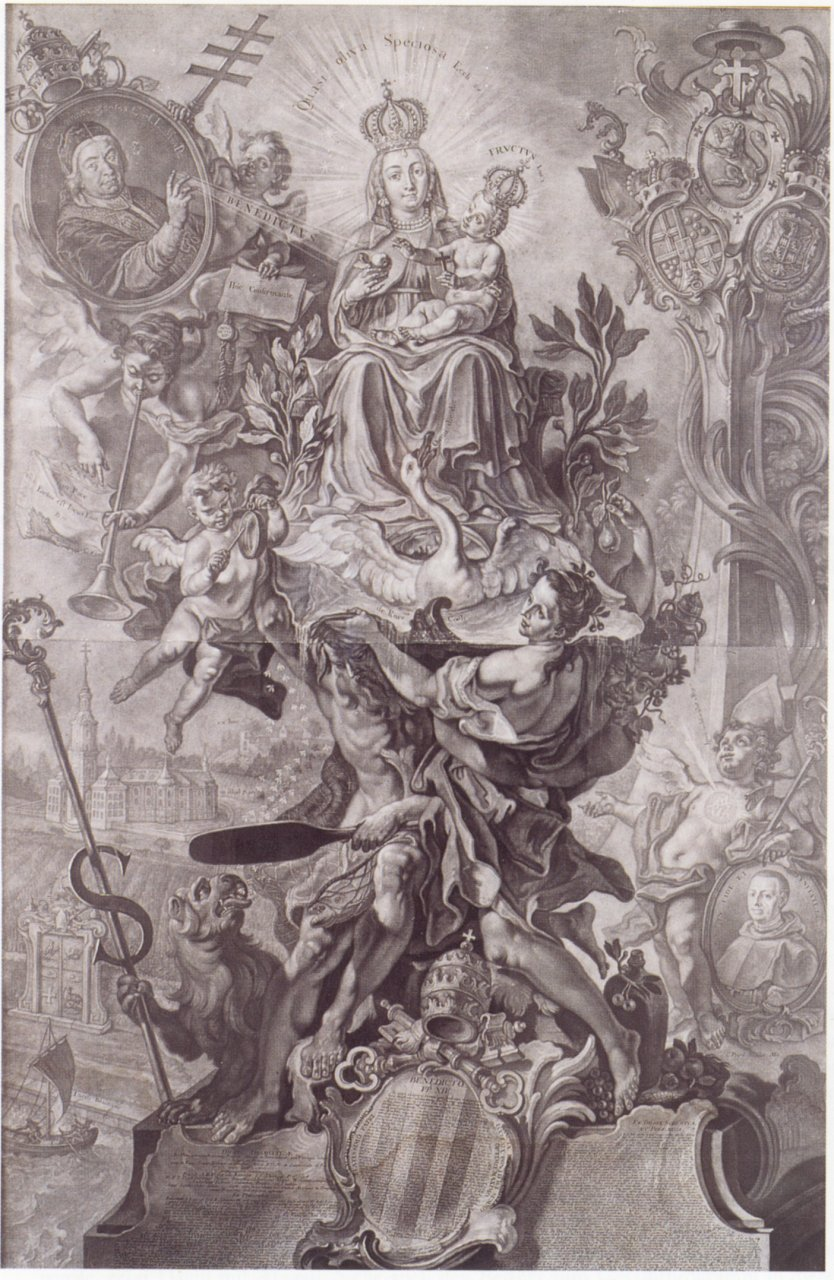
„Birnauer Thesenblatt“ in Punktstichtechnik

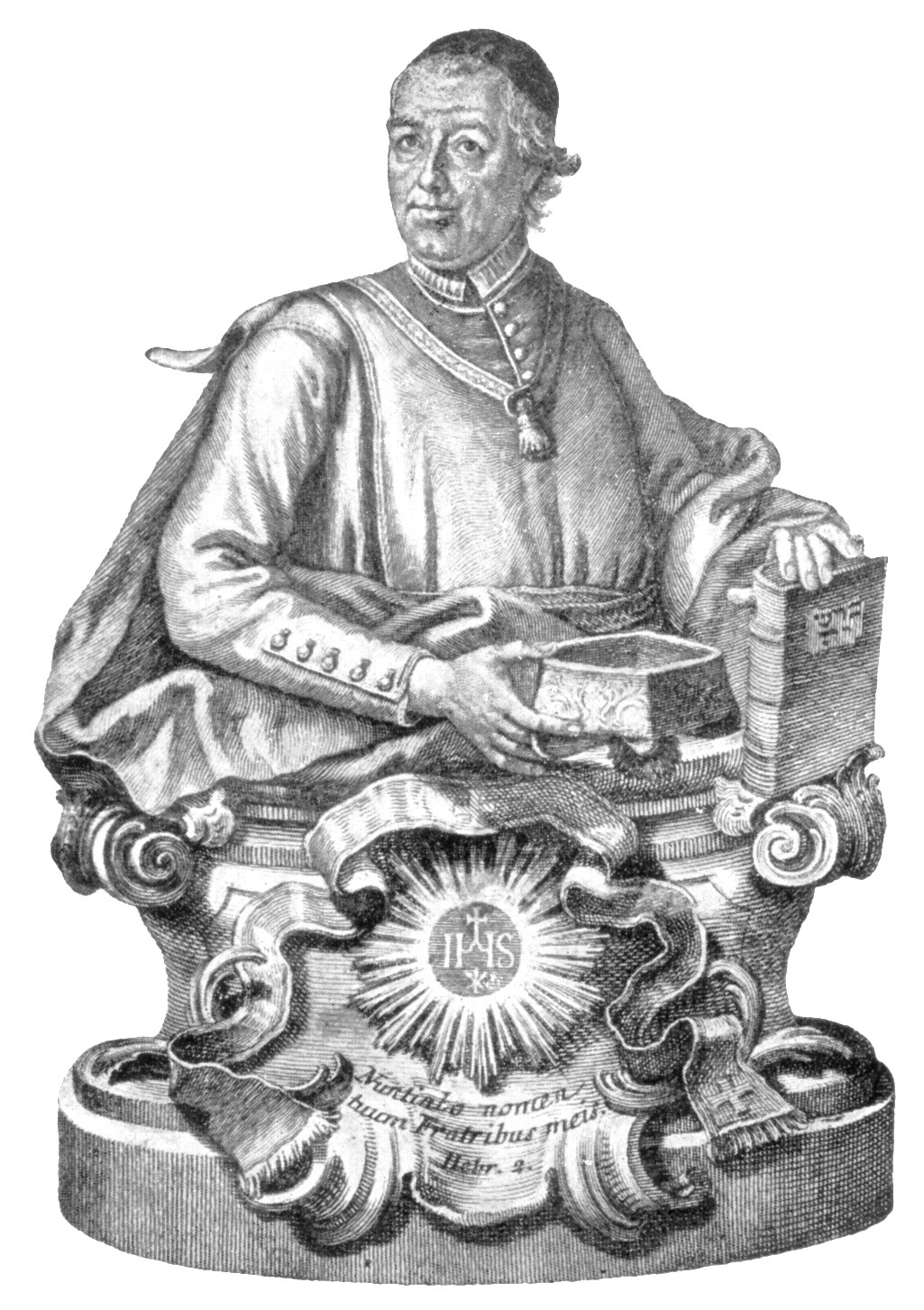
Gottfried Bernhard und Franz Regis Göz: Porträt des Prämonstratenserchorherrn und Dichters Sebastian Sailer

Göz ist ein Repräsentant der spätbarocken Monumentalmalerei. Den Stil erlernte er bei F. G. Eckstein. Künstlerisches Vorbild des Lehrers war der Italiener Andrea Pozzo, dessen illusionistische Deckengemälde stilbildend geworden waren. Dort lernte Göz den wuchtigen Illusionismus und die komplizierte Scheinarchitektur kennen, die seine Fresken prägen. Bei Eckstein lernte er Fresko- und Ölmalerei sowie wahrscheinlich auch die theoretischen Kenntnisse der Perspektivlehre.
Ab etwa 1739 arbeitete er als Freskant; zunächst in Augsburg, dann 1741 in Meersburg, wo er die Kapelle des Neuen Schlosses ausmalte. 1742 schuf er das Deckenfresko des Audienzsaals in der Abtei Weingarten; dort führte er die für das Rokoko typischen Rocaille-Formen in sein Werk ein. Weitere Aufträge im Dominikanerinnenkloster Habsthal und in der Konstanzer Dompropstei folgten.
Ende April 1749 begann Göz mit der Freskierung der neu errichteten Wallfahrtskirche Birnau. Die Gewölbe über Apsis, Chorraum und Langhaus malte er vollständig aus. Daneben schuf er zwei Altarbilder und Porträts der Äbte des Klosters. Im Deckenfresko des Langhauses findet sich auch eine Selbstdarstellung des in Birnau verunfallten Malers mit eingefatschtem Bein und Krücke.
In der Stiftspfarrkirche St. Kassian in Regensburg schuf Göz zwischen 1754 und 1758 einen großangelegten Marienzyklus und Deckenfresken, welche mit judenfeindlichen Stereotypen die Marienwallfahrt thematisieren. 1751 freskierte er eine Kapelle in Wörnitzstein und Decken im Schloss Leitheim. Nach längerer Zeit wurde er 1762 und 1766 zu weiteren Kirchenausmalungen, u. a. an die Stiftskirche zur Alten Kapelle in Regensburg gerufen. Seine letzten Fresken schuf er in der Kathedral- und Pfarrkirche St. Ursen in Solothurn.
Für das Stift Admont in der Steiermark malte Göz eine Reihe von großformatigen Ölgemälden, die Ordensheilige darstellten und zeitweilig im Bibliothekssaal aufgehängt wurden. Während die Gemälde teilweise verlorengingen, sind in der Stiftsbibliothek Admont vier Skulpturen der Tugenden Weisheit, Wissenschaft, Klugheit und Wahrheit erhalten, die der örtliche Bildhauer Josef Stammel nach Göz' Vorlagen schnitzte.
Göz' Kupfersticharbeiten, etwa 250 Blätter, entstanden größtenteils ohne Auftrag. Etwa die Hälfte davon sind in der aufwendigen Punktstich-Technik hergestellt. Seine selbst entwickelte „freye Manier ohne viereggigte Raehm oder Fassung des Bildes“, also Motive ohne Rahmen, ließ er sich durch ein kaiserliches Privileg schützen; ebenso ein Verfahren, „Kupfer Bilder mit bundten farben, auf gemahlte arth zu drucken“ (zit. n. Isphording 1997).